# Jerzy Rossudowski
Jerzy Rossudowski, dit Stary, né le 9 décembre 1914 à Pociejki et mort le 19 août 1944 à Varsovie en Pologne (certaines sources donnent le 2 septembre 1944), est un ancien joueur de basket-ball et résistant polonais.

## Biographie
Jerzy Rossudowski étudie à l'école polytechnique de Varsovie. Durant la Seconde Guerre mondiale, il s'engage dans la résistance polonaise en intégrant en 1939 l'Armia Krajowa. Sous le nom de Stary, il combat avec l'unité Zgrupowanie Pułku Baszta (pl) durant l'insurrection de Varsovie et meurt le 19 août 1944 à Mokotów, un quartier de Varsovie.

## Palmarès
- 3e du championnat d'Europe 1939